# Guillaume Eder (mort en 1431/1432)
Pour les articles homonymes, voir Guillaume Eder.
 Guillaume Eder (mort en 1431/1432) est un ecclésiastique breton qui fut évêque de Saint-Brieuc de 1428 à 1431.

## Biographie
Guilaume Eder est issu de la maison Eder, il est le fils de Guillaume Eder seigneur de la Haye ; il serait né au château de Beaumanoir-Eder en Le Leslay. Licencié en droit, doyen de Nantes, cubiculaire du Pape et membre du conseil ducal depuis 1408, il est nommé le 15 mars 1428 évêque de Saint-Brieuc en remplacement de Guillaume Brillet pressenti un moment pour l'évêché de Saint-Malo et finalement transféré à Rennes.
Il assiste au concile de Nantes en avril 1431 et fait son testament le 22 décembre de la même année. Son successeur au siège de Saint-Brieuc Hervé Huguet est nommé dès le 29 janvier 1432.